# غريغوري ستيوارد
غريغوري ستيوارد (بالإنجليزية: Gregory Steward)‏ هو راكب الكنو أمريكي، ولد في 3 مايو 1962.

## وصلات خارجية
- غريغوري ستيوارد على موقع أوليمبيديا (الإنجليزية)